# Río Yatití
Le río Yatití est un cours d'eau de l'Amazonie vénézuélienne. Situé dans l'État d'Amazonas, il est un sous affluent de l'Orénoque et se jette en rive gauche du río Ventuari dont il est l'un des premiers affluents à proximité de la localité de Rajuña. Il arrose principalement les localités d'Anacadiña et Rajuña.